# 切齊韋爾齊湖
切齊韋爾齊湖（白俄羅斯語：Чэцверць）是白俄羅斯的湖泊，位於波斯塔維以南10公里，由維捷布斯克州負責管轄，長0.95公里、寬0.8公里，面積0.46平方公里，集水區面積8.24平方公里，湖岸線長度4.05公里，最大水深7.7米。